# آنا ريتشاردز بروستر
آنا ريتشاردز بروستر (بالإنجليزية: Anna Richards Brewster)‏ هي رسامة أمريكية، ولدت في 3 أبريل 1870 في Germantown, Philadelphia ‏ في الولايات المتحدة، وتوفيت في 1952.